# 共华镇
共华镇，是中华人民共和国湖南省益阳市沅江市下辖的一个乡镇级行政单位。

## 行政区划
共华镇下辖以下地区：
黄土包社区、黄土包村、团湖洲村、东合村、谭家岭村、东成村、新港村、华兴村、蒿竹湖村、明月村、八形汊村、白沙洲村、仁安村、仁丰村、宪成垸村、福安村、永安村、双阜村、和裕村、群兴村、紫红洲村、共华镇渔场和八形汊渔场。